# Municipalità locale di Msunduzi
Msunduzi è una municipalità locale (in inglese Msunduzi Local Municipality) appartenente alla municipalità distrettuale di Umgungundlovu della provincia di KwaZulu-Natal in Sudafrica.
In base al censimento del 2001 la sua popolazione è di 552 835 abitanti.
La sede amministrativa e legislativa è la città di Pietermaritzburg e il suo territorio si estende su una superficie di 633 km² ed è suddiviso in 37 circoscrizioni elettorali (wards). Il suo codice di distretto è KZN225.

## Geografia fisica

### Confini
La municipalità locale di Msunduzi confina a nord con quelle di uMngeni e uMshwathi, a est con quella di Mkhambathini, a sud con quella di Richmond e a ovest con quelle di Ingwe (Sisonke) e Impendle.

### Città e comuni
- Ashburton
- Ashdown
- Edendale
- Elandskop
- Henley
- Imbali
- Inadi
- Mafunze
- Mkondeni
- Mpumuza
- Msunduzi
- Nxamalala
- Pietermaritzburg
- Ximba
- Wilgerfontein

### Fiumi
- Mooi River

### Dighe
- Henley Dam